# 姚士恒
姚士恒（1594年—17世紀），字叔永，號振南，又號澹楠，浙江嘉興府平湖縣人，直隸松江府華亭縣籍，明朝、南明政治人物。

## 生平
姚士恒是萬曆四十六年（1618年）應天鄉試舉人，天啟二年（1631年）成進士，通政司观政，獲授福建浦城知縣，三年丁忧，崇祯二年補任羅山知縣，四年调繁汝阳县，在兩地都有顯著功績。举卓异，崇祯七年行取考选福建道御史，巡视東城。九年管厂库，管十库，十年巡视西城，本年巡按茶马，十二年巡青，带管東城、南城，十三年巡视東城、南京畿道。弘光帝在位期間和劉呈瑞、畢十臣、郝錦、馮明玠都有正直名聲，南京淪陷後回鄉直到去世。

## 家族
曾祖姚参，工部主事。祖姚篚，举人，按察佥事。父姚体勤，封府丞。兄姚士慎，万历三十二年进士。